# Vasile Iorga
Vasile Iorga (ur. 19 lutego 1945 w Mărașu, zm. w kwietniu 2003) – rumuński zapaśnik. Brązowy medalista olimpijski z Monachium.
Walczył w stylu wolnym. Zawody w 1972 były jego pierwszymi igrzyskami olimpijskimi. Po brązowy medal sięgnął w wadze do 82 kilogramów. Na mistrzostwach świata w 1973 zdobył srebrny medal, w 1970, 1971, 1974 i 1975 był trzeci. Zdobył srebro mistrzostw Europy w 1975 i brąz w 1970 i 1974. Wicemistrz uniwersjady w 1973 roku.